# Push (canción de Avril Lavigne)
«Push» es una canción de la cantante canadiense Avril Lavigne, que fue lanzada como Sencillo promocional de su cuarto álbum de estudio Goodbye Lullaby . Esta canción originariamente iba a ser lanzada como segundo sencillo oficial del álbum, pero en la encuesta que realizó Avril Lavigne, ganó Smile. 
El Sencillo promocional fue lanzado el 18 de febrero de 2012 en todo Japón.

## Información
La canción es un dueto con el mejor amigo de la cantante, Evan Taubenfeld. Es una canción del estilo Acoustic Pop y es una de las preferidas de Lavigne. La canción fue producida por Deryck Whibley. No tuvo éxito en los Estados Unidos, por lo que no llegó al Billboard Hot 100.

## Rendimiento
Este sencillo entró en enero del 2012 en una de las listas más importantes de Japón, el Japan Hot 100, en la posición nº75 y alancazó la mejor posición con el nº35, quedando debajo de "Wish You Were Here" que solamente llegó hasta el n.º 8. Previamente había conseguido la posición 33 en la lista Adult Contemporary Airplay de dicho país.
Esta canción consiguió el primer número 1 de la era "Goodbye Lullaby" en Taiwán en el mes de marzo, solamente siendo un sencillo promocional. Además en Corea debutó en la posición 83, llegando al N.º 8.

## Presentaciones en vivo
La cantante presentó por primera vez este tema, al igual que Smile y Wish You Were Here, en su primer recital en Hong Kong que dio a principios del año 2011. También grabó una versión acústica en Wallmart Soundchek.

## Listas
| Lista (2012)                              | Posición |
| ----------------------------------------- | -------- |
| Japan Hot 100                             | 35       |
| Japón "Adult Contemporany", radiodifusión | 33       |